# 백담입구시외버스터미널
백담입구시외버스터미널은 강원특별자치도 인제군 북면 미시령로 1142 (용대리 544-9번지)에 위치한 대한민국의 시외버스터미널이다.
백담사입구시외버스터미널이라고 불리기도 한다. 1층 건물의 기와식 형태로 된 매표소가 있으며 간판에는 백담입구터미널로 되어 있다. 매표소 건물에서 약 70m 떨어진 곳에 속초 방향 시외버스를 타는 정류장이 있으며, 매표소 건물 건너편에 서울 방향 시외버스를 타는 정류장이 있다. 이곳으로 운행하는 대부분의 터미널에서는 이 곳을 "백담사"로 안내하고 있다.

## 운행 노선

### 시외버스
원주, 전주행을 이용하고자 할 경우 터미널 매표소에 직접 예약문의해야 한다.
| 방면        | 행선지                                                             |
| ----------- | ------------------------------------------------------------------ |
| 수도권 방면 | 고양, 동서울, 수원, 안산, 의정부                                   |
| 강원권 방면 | 간성, 거진, 남교리, 대진, 속초, 신남, 양구, 원통, 인제, 홍천, 춘천 |

### 군내버스
| 방면          | 행선지               |
| ------------- | -------------------- |
| 시내버스 방면 | 원통, 진부령, 창바위 |